# ブイヌイ (ロシア駆逐艦)
| ブイヌイ  |                                                                |
| 艦歴      |                                                                |
| 起工:     |                                                                |
| 進水:     | 1901年8月11日                                                  |
| 竣工:     |                                                                |
| 就役:     | 1902年7月28日                                                  |
| 喪失:     | 1905年5月28日                                                  |
| 要目      |                                                                |
| 排水量:   | 440トン                                                        |
| 全長:     | 64.1m                                                          |
| 全幅:     | 6.4m                                                           |
| 喫水:     | 2.82m                                                          |
| 機関:     | 2気筒3段膨張レシプロ2基 ヤーロー缶4基 2軸推進、5,700馬力       |
| 速力:     | 26.7ノット                                                     |
| 航続距離: | 1200海里                                                       |
| 乗員:     | 士官4名、乗員62名                                              |
| 兵装:     | 50口径75mm単装砲1基 35口径47mm単装砲5基 381mm水上魚雷発射管3門 |

ブイヌイ(Буйный)はロシア海軍の駆逐艦（ロシア側の分類上では水雷艇）。ブイヌイ級の1番艦。1901年に建造され、1905年の日本海海戦で失われた。

## 艦歴
1902年に竣工し、バルト海に配備された。1904年8月29日に第二太平洋艦隊（バルチック艦隊）へと編入され、クロンシュタットを出港している。日本海海戦においては、第1駆逐艦隊の一艦として日本海軍と海戦を行なっている。
海戦においては、戦闘行動のほか救援活動に尽力し、沈没した戦艦「オスリャービャ」からの乗員救助を行い、ほぼ行動不能となった「クニャージ・スヴォーロフ」からジノヴィー・ペトロヴィチ・ロジェストヴェンスキー司令長官とその幕僚らを救出した。その後ウラジオストクに向けて航行したが機関の損傷が激しく5月28日朝になって放棄されることになった。ロジェストヴェンスキーらは「ベドーヴイ」へ、本艦や「オスリャービャ」の乗員は「ドミトリー・ドンスコイ」へ移乗し、「ドミトリー・ドンスコイ」の砲撃によって鬱陵島南方海上で撃沈処分された。